# Мяги, Эйго
Эйго Мяги (эст. Eigo Mägi; 20 августа 1974, Вильянди) — эстонский футболист, защитник и полузащитник. Выступал за национальную сборную Эстонии.

## Биография

### Клубная карьера
Начал заниматься футболом в родном городе в клубе «Вильянди ЛМ». С 1992 года выступал на взрослом уровне за «Вильянди»/«Тулевик», в том числе в 1992—1993 годах сыграл 18 матчей и забил один гол в высшей лиге Эстонии, затем четыре сезона выступал в первой лиге.
В сезоне 1997/98 выступал в высшем дивизионе за «Лелле СК». В 1998 году вернулся в «Тулевик», но безуспешно, проведя всего 4 матча в чемпионате. Затем играл на правах аренды за «Валгу» в первой лиге.
Всего в высшей лиге Эстонии сыграл 34 матча и забил один гол.
В 2000 году завершил профессиональную карьеру и более 10 лет играл на любительском уровне в третьей лиге за клуб «Вильянди ПТ»/«Кодугаас»/«Коткад» (Вильянди).

### Карьера в сборной
В национальной сборной Эстонии провёл единственный матч 27 ноября 1997 года против Филиппин, заменив на 74-й минуте Кристена Вийкмяэ.